# Відслонення авіловської світи в селі Скельове

Відслонення авіловської світи в селі Скельове — геологічна пам'ятка природи місцевого значення. Розташована в Бахмутському районі Донецької області біля села Скельове. Статус пам'ятки природи надано рішенням облвиконкому № 310 від 21 червня 1972 року. Площа — 5 га. Являє собою розкриту товщу порід авіловської світи в кар'єрі вапняків. Вапняки авіловської світи містять великі скупчення коралів з прошарками дрібнозернистого пісковику, на якому залишилися відбитки стебел рослин і морських двустулок.